# SC Schwanenstadt
Maillots
Le SC Schwanenstadt est un club de football autrichien basé à Schwanenstadt.

## Historique
- 1946 : fondation du club.
- 2008 : Fusion avec le SC Magna Wiener Neustadt.